# SM Sanga Balende
El SM Sanga Balende es un equipo de fútbol que pertenece a la Linafoot, la competición de fútbol más importante del país.

## Historia
Fue fundado en el año 1961 en la localidad de Mbuji-Mayi y solamente ha ganado la Linafoot en 1 ocasión, en 1983. Nunca ha ganado el torneo de copa.
Su participación a nivel internacional también es bastante reducido, ya que solamente ha estado en 2 ocasiones, la primera en la Copa Africana de Clubes Campeones de 1984.
Tienen una rivalidad local con el otro equipo de Mbuji-Mayi, el AS Vita Club, quien tiene más logros.

## Palmarés
- Linafoot: 1

1983

## Participación en competiciones de la CAF
| Temporada | Torneo                            | Ronda      | Club                | Casa | Visita | Global      |
| --------- | --------------------------------- | ---------- | ------------------- | ---- | ------ | ----------- |
| 1984      | Copa Africana de Clubes Campeones | 1          | SC Kiyovu Sport     | 2-1  | 4-1    | 6-2         |
| 1984      | Copa Africana de Clubes Campeones | 2          | FC 105 Libreville   | 0-2  | 0-2    | 0-4         |
| 2015      | Liga de Campeones de la CAF       | Preliminar | CRD do Libolo       | 2-0  | 1-3    | 3-3 (a)     |
| 2015      | Liga de Campeones de la CAF       | 1          | Cotonsport Garoua   | 2-0  | 0-0    | 2-0         |
| 2015      | Liga de Campeones de la CAF       | 2          | Al-Hilal Omdurmán   | 0-1  | 0-1    | 0-2         |
| 2015      | Copa Confederación de la CAF      | 3          | Zamalek SC          | 1-0  | 1-3    | 2-3         |
| 2017      | Copa Confederación de la CAF      | 1          | Al-Hilal Al-Ubayyid | 1-0  | 0-1    | 1-1 (3-5 p) |